# Enterprise Content Management
Enterprise Content Management (ECM) – klasa zintegrowanych systemów zarządzania zasobami informacyjnymi w przedsiębiorstwie lub instytucji. Stanowi wynik integracji funkcjonalnej i technologicznej takich rozwiązań jak: systemy integracji aplikacji i wymiany danych (w tym systemy ERP), systemy zarządzania procesami oraz obiegiem dokumentów (ang. workflow), systemy zarządzania danymi elektronicznymi i treścią stron internetowych.
Termin ten obejmuje strategie, metody i narzędzia wykorzystywane w całym cyklu życia danej informacji.

## Definicja
The Association for Information and Image Management (AIIM), globalne stowarzyszenie zajmujące się Enterprise Content Management, zdefiniowało ten termin w 2000 roku. AIIM udoskonalało skrót ECM kilka razy, aby odzwierciedlić poszerzający się zakres i znaczenie zarządzania informacją:
2005 r. – Enterprise Content Management są to technologie wykorzystywane do przechwytywania, zarządzania, przechowywania, utrzymywania i dostarczania treści i dokumentów związanych z procesami organizacyjnymi.
2006 r. – Enterprise Content Management są to technologie wykorzystywane do przechwytywania, zarządzania, przechowywania, utrzymywania i dostarczania treści i dokumentów związanych z procesami organizacyjnymi.
Narzędzia i strategie ECM umożliwiają zarządzanie nieustrukturyzowanymi informacjami organizacji, wszędzie tam, gdzie istnieją takie informacje.
2008 r. – Enterprise Content Management są to strategie, metody i narzędzia wykorzystywane do przechwytywania, zarządzania, przechowywania, utrzymywania i dostarczania treści i dokumentów związanych z procesami organizacyjnymi. Narzędzia i strategie ECM umożliwiają zarządzanie nieustrukturyzowanymi informacjami organizacji, wszędzie tam, gdzie istnieją takie informacje.
2010 r. – Enterprise Content Management są to strategie, metody i narzędzia wykorzystywane do przechwytywania, zarządzania, przechowywania, utrzymywania oraz dostarczania treści i dokumentów związanych z procesami organizacyjnymi. ECM obejmuje zarządzanie informacjami w całym zakresie przedsiębiorstwa, niezależnie od tego, czy informacje są w formie dokumentu papierowego, pliku elektronicznego, ciągu danych, czy nawet e-maila.
Najnowsza definicja obejmuje obszary, które tradycyjnie były objęte przez systemy zarządzania danymi i zarządzania dokumentami. Obejmuje ona także konwersję danych między różnymi cyfrowymi i tradycyjnymi formami.
Enterprise Content Management to termin ogólny obejmujący zarządzanie dokumentami, zarządzanie treścią www, wyszukiwanie, współpracę, zarządzanie danymi wrażliwymi pod kątem prawnym, zarządzanie zasobami cyfrowymi (DAM), zarządzanie przepływem pracy (workflow), przechwytywanie i skanowanie. ECM jest ukierunkowany przede wszystkim na zarządzanie cyklem życia informacji od powstania lub pierwszej publikacji, przez przetwarzanie czy archiwizację aż do ewentualnego usunięcia.
Aplikacje ECM są dostarczane na trzy sposoby: oprogramowanie na miejscu zainstalowane lokalnie w ramach własnej infrastruktury organizacji, oprogramowanie jako usługa (SaaS) (dostęp internetowy do informacji, które są przechowywane u producenta oprogramowania) lub rozwiązanie hybrydowe, czyli połączenie instalacji lokalnej i komponentów SaaS.
ECM ma na celu ułatwienie zarządzania informacjami korporacyjnymi poprzez uproszczenie przechowywania, zwiększenie bezpieczeństwa, kontrolę wersji, ścieżki procesu i retencję. Korzyści dla organizacji obejmują poprawę wydajności, lepszą kontrolę i zmniejszenie kosztów. Przykładem mogą być księgowość i faktury: przejście na system faktur elektronicznych (skany dokumentów papierowych z możliwością ekstrakcji i kategoryzacji treści, faktury w formie załączników do e-maili, EDI) i zarządzanie nimi poprzez system ECM pozwala na znaczne zmniejszenie wykorzystania papieru, a co za tym idzie kosztów archiwizacji, ogólnej obsługi i transportu pomiędzy poszczególnymi działami czy oddziałami przedsiębiorstwa. Ponadto wyszukiwanie danej faktury w archiwum papierowym może trwać od kilku do kilkudziesięciu minut. Z zainstalowanym systemem ECM wystarczy, że użytkownik wpisze w narzędziu wyszukiwania podstawowe dane, jak np. numer faktury, kontrahenta, czy datę sprzedaży, by w ciągu zaledwie kilku sekund mieć dostęp do szukanej faktury.

## Historia
ECM, jako system zarządzania treścią, łączy przechwytywanie, wyszukiwanie oraz wymianę dokumentów z elektroniczną archiwizacją, zarządzaniem dokumentami i przepływem pracy. Pojęcie to obejmuje przede wszystkim szczególne wyzwania związane z wykorzystaniem i zachowaniem wewnętrznych, często nieustrukturyzowanych informacji danego przedsiębiorstwa, we wszystkich jej formach. Dlatego też większość rozwiązań ECM skupia się na systemach business-to-employee (B2E).
W miarę ewoluowania rozwiązań typu ECM pojawiły się nowe elementy tych systemów. Na przykład kiedy dokument jest wersjonowany (check in/check out), każde jego użycie generuje nowe metadane dotyczące treści – w pewnym stopniu automatycznie. Informacje o tym, jak i kiedy zawartość została wykorzystana, pozwala na stworzenie w systemie nowych opcji filtrowania, ścieżek wyszukiwania, przydzielania, firmowych taksonomii, sieci semantycznych i decyzji odnośnie do reguł retencji (zarządzania cyklem życia dokumentu). Coraz częściej w procesach decyzyjnych wykorzystuje się e-maile i komunikatory – ECM może zapewnić dostęp do danych związanych z tego rodzaju komunikacją i wykorzystywać je w podejmowaniu decyzji biznesowych.
Systemy ECM mogą być wykorzystywane jako rozwiązania intranetowe na rzecz pracowników (B2E), ale mogą także obejmować portale korporacyjne dla business-to-business (B2B), business-to-government (B2G), government-to-business (G2B) lub innych relacji biznesowych. Kategoria ta obejmuje większość wcześniejszego oprogramowania do pracy grupowej w zakresie zarządzania i obiegu dokumentów, które jeszcze w pełni nie zamieniły architektury na ECM, ale działały na interfejsie WWW. Elektroniczne zarządzanie danymi jest formą ECM dotyczącą zawartości przechowywanej za pomocą technologii elektronicznej.
Technologie, które składają się na ECM to potomkowie elektronicznego systemu zarządzania dokumentami (EDMS) z końca lat 80. i początku lat 90. Oryginalne produkty EDMS były produktami jednostkowymi, zapewniającymi funkcjonalność w jednym z czterech obszarów: zarządzania obrazami dokumentów (imaging), przepływu pracy (workflow), zarządzania dokumentami lub ERM – Enterprise Relationship Management (patrz: komponenty poniżej).
Typowy wczesny klient EDMS instalował system workflow i zarządzania obrazami dokumentów na małą skalę, nawet dla tylko jednego działu, w celu poprawy procesów pochłaniających papier i migrowania w kierunku mitycznego elektronicznego biura. Pierwsze autonomiczne technologie EDMS zostały zaprojektowane, aby zaoszczędzić czas lub poprawić dostęp do informacji poprzez ograniczenie obsługi i przechowywania papieru, a tym samym zmniejszyć utratę dokumentów i zapewnić szybszy dostęp do informacji. EDMS mógł zapewnić elektroniczny dostęp do informacji istniejących wcześniej jedynie na papierze czy mikrofilmach. Poprzez poprawę kontroli nad dokumentami i procesami ich obsługi, EDMS usprawniło czasochłonne praktyki biznesowe. Ścieżka audytu generowana przez EDMS wzmocniła bezpieczeństwo dokumentów i zapewniła metryki w celu usprawnienia pomiaru i identyfikacji wydajności.
Przez późne lata 90. branża EDMS nadal systematycznie rosła. Te technologie znajdowały uznanie organizacji, które potrzebowały ukierunkowanych, taktycznych rozwiązań dotyczących konkretnych problemów związanych z procesami w przedsiębiorstwach.
W miarę upływu czasu, podczas gdy coraz więcej organizacji osiągało okresy produktywności, używając tych technologii, stało się jasne, że różne kategorie produktów EDMS uzupełniały się nawzajem. Organizacje coraz częściej chciały wykorzystywać kilka produktów EDMS jednocześnie. Rozważmy, na przykład, dział obsługi klienta – gdzie można połączyć zarządzanie obrazami, skanowanie, zarządzanie dokumentami i przepływ pracy, aby umożliwić pracownikom lepsze rozwiązywanie problemów klienta. Podobnie księgowość może uzyskać dostęp do faktur dostawcy z systemu ERM, do zamówień z systemu zarządzania obrazami (w tym skanami) i do umów z systemu zarządzania dokumentami w ramach zatwierdzania przepływu pracy. Przedsiębiorstwa zaistniały w Internecie, więc chciały przedstawić informacje za pośrednictwem Internetu, co wymagało zarządzania zawartością internetową. Organizacje, które zautomatyzowały poszczególne wydziały, uświadomiły sobie, jak wielkie korzyści może przynieść szersze wdrożenie systemu. Ogromna liczba dokumentów przepływa przez wiele działów i wpływa na wiele procesów w przedsiębiorstwie, czyli korzyści, jakie zostały osiągnięte na poziomie poszczególnych komórek organizacyjnych, mogły zostać osiągnięte w większej skali na poziomie całej organizacji.
Ruch w kierunku zintegrowanych rozwiązań EDMS odzwierciedlał wspólny trend w branży oprogramowania: postępującą ewolucję rozwiązań punktowych w stronę bardziej kompleksowych rozwiązań. Na przykład do początku lat 90., oprogramowanie służące do przetwarzania tekstów, arkuszy kalkulacyjnych i prezentacji stanowiło oddzielne produkty. Następnie rynek przesunął się w stronę integracji, widząc korzyści, jakie płynęły z połączenia takich funkcjonalności.
Początkowo liderzy oferowali wiele autonomicznych technologii EDMS jako kilka systemów w jednym, w opakowaniu „suite”, z nikłą lub żadną funkcjonalną integracją. Przez całe lata 90. integracja rozwijała się i począwszy od 2001 roku, branża zaczęła używać pojęcia Enterprise Content Management odnoszącego się do tych zintegrowanych rozwiązań.
Obecnie organizacje mają możliwość wdrożenia jednego, elastycznego systemu ECM do zarządzania informacjami we wszystkich funkcjonalnych działach, w tym obsłudze klienta, księgowości, kadrach itp.

## Zastosowania rozwiązań ECM
Istnieje wiele powodów, dla których organizacje skłaniają się do zastosowania rozwiązań typu ECM, takich jak konieczność zwiększenia wydajności, poprawa kontroli informacji i zmniejszenie ogólnych kosztów zarządzania informacjami dla przedsiębiorstwa. Aplikacje ECM usprawniają dostęp do danych za pośrednictwem słów kluczowych i wyszukiwania pełnotekstowego, umożliwiając pracownikom dostęp do potrzebnych im informacji bezpośrednio z ich komputerów w ciągu kilku sekund, zamiast przeszukiwania wielu aplikacji lub przekopywaniu się przez akta papierowe.
Te systemy zarządzania zwiększają kontrolę danych wrażliwych pod kątem prawnym (record control), pomagając w ten sposób organizacjom spełniać prawne i branżowe przepisy. Zabezpieczenia na poziomie użytkownika, pełnionej funkcji, a nawet specyficzne dla danego typu dokumentu, chronią najbardziej wrażliwe dane. W rzeczywistości nawet informacje zawarte w konkretnym dokumencie można ukryć za pomocą funkcji redakcji tak, by reszta dokumentu mogła być współdzielona bez utraty indywidualnej tożsamości lub kluczowych danych. Każde działanie podjęte w ramach systemu jest śledzone i zapisywane do celów kontrolnych.
Systemy ECM zmniejszają konieczność przechowywania i obsługi dokumentów w formie papierowej oraz potrzeby wysyłkowe, a także prowadzą do zwiększenia wydajności pracowników oraz lepszych, bardziej świadomych decyzji w przedsiębiorstwie, co ma przełożenie na zmniejszenie ogólnych kosztów związanych z zarządzaniem informacjami. Usługi ECM SaaS przekładają drogie nakłady kapitałowe związane z serwerami i sprzętem sieciowym na mniejsze miesięczne koszty operacyjne, jak również prowadzą do zmniejszenia zasobów informatycznych wymaganych do zarządzania danymi wrażliwymi przedsiębiorstw.
Podsumowując, systemy klasy ECM usprawniają obsługę dokumentów i procesów biznesowych z nimi związanych, zapewniając tym samym redukcję kosztów, zwiększenie poziomu kontroli nad kluczowymi danymi oraz przyspieszenie pracy. Obecnie dostępne są kalkulatory (np. kalkulator dla obsługi faktur kosztowych), które w prosty sposób pozwalają na wyliczenie obu korzyści w konkretnych wartościach (kwota, liczba minut).

## Komponenty systemu
ECM składa się z poszczególnych części, które mogą być również wykorzystywane jako autonomiczne systemy bez konieczności angażowania rozbudowanego na całe przedsiębiorstwo systemu.
AIIM zdefiniowało pięć podstawowych komponentów ECM:
- Przechwytywanie (ang. Capture),
- Zarządzanie (ang. Manage),
- Przechowywanie (ang. Store),
- Zachowywanie (ang. Preserve) i
- Dostarczanie (ang. Deliver).

### Przechwytywanie
Przechwytywanie polega na przekształceniu informacji z dokumentów papierowych w formę elektroniczną, zazwyczaj poprzez skanowanie. Przechwytywanie jest także wykorzystywane do organizowania plików elektronicznych i informacji w spójną strukturę dokumentów możliwą do zarządzania. Technologie przechwytywania obejmują również tworzenie metadanych (wartości indeksów), które opisują cechy dokumentu, ułatwiając jego lokalizację przy użyciu funkcji wyszukiwania. Na przykład karta medyczna jako wartości indeksu może zawierać identyfikator pacjenta, nazwisko pacjenta, czy datę wizyty i procedury, ułatwiając w ten sposób personelowi medycznemu zlokalizowanie karty.
Automatyczne lub półautomatyczne przechwytywanie może pozyskiwać dane z dokumentów EDI lub plików XML, aplikacji biznesowych i ERP, a także innych istniejących specjalistycznych systemów.

#### Technologie rozpoznawania
Do wyodrębniania informacji z zeskanowanych dokumentów i faksów stosowane są różne technologie, np.:
- Optyczne rozpoznawanie znaków (ang. Optical Character Recognition, OCR) – konwertuje obrazy tekstu na znaki alfanumeryczne
- Rozpoznawanie znaków pisanych ręcznie (ang. Handprint Character Recognition, HCR) – konwertuje obrazy tekstu odręcznego na znaki alfanumeryczne. Daje lepsze wyniki w wypadku krótkiego tekstu w stałej lokalizacji niż tekstu o nieregularnym kształcie.
- Inteligentne rozpoznawanie znaków (ang. Inteligent Character Recognition, ICR) – poszerza OCR i HCR w celu używania porównań, logicznych połączeń i kontroli wedle list referencyjnych oraz istniejących danych podstawowych w celu poprawy rozpoznania. Na przykład na takim formularzu, gdzie kolumna liczb jest zsumowana, dokładność rozpoznania może być kontrolowana przez dodanie rozpoznanych liczb i porównanie ich do sumy podanej na pierwotnym formularzu.
- Optyczne rozpoznanie znaków (ang. Optical Mark Recognition, OMR) – czyta „znaczniki” w zdefiniowanych obszarach, np. pola wyboru (ang. check box), używane często w przypadku ankiet, formularzy itp.
- Rozpoznawanie kodów kreskowych (ang. Barcode) – odczytuje znaki kodowania produktów i innych danych handlowych.

#### Oczyszczanie obrazu
Funkcje oczyszczania obrazu obejmują rotację, prostowanie, regulację kolorów, transpozycję, zoom, wyrównywanie, separację stron, adnotacje i usuwanie zanieczyszczeń.

#### Przetwarzanie formularzy
Przetwarzanie formularzy jest to przechwycenie drukowanych formularzy poprzez skanowanie i formularzy w formie elektronicznej oraz ich dalsza obróbka. Często wykorzystuje się tutaj opisane powyżej technologie rozpoznawania, ponieważ dobrze zaprojektowane formularze pozwalają w dużym stopniu na automatyczne przetwarzanie. Automatyczne przetwarzanie może być wykorzystywane do przechwytywania formularzy elektronicznych, takich jak te składane za pośrednictwem stron internetowych, tak długo jak długo układ, struktura, logika i zawartość jest znana systemowi przechwytywania.

#### COLD
COLD (Computer Output to Laser Disc) zapisuje raporty i inne dokumenty na dyskach optycznych lub innych formach cyfrowej archiwizacji używalnych dla bieżącej pracy w ramach systemu ECM. Inna nazwa to ERM (Enterprise Report Management). Na początku technologia ta dotyczyła tylko dysków laserowych, nazwa nie została zmieniona pomimo zastąpienia ich innymi technologiami.

#### Agregacja
Agregacja łączy dokumenty z różnych aplikacji. Celem jest ujednolicenie danych z różnych źródeł, przekazywanie ich do systemów przechowywania i przetwarzania w jednolitej strukturze i formacie.

#### Komponenty indeksowania
Indeksowanie umożliwia szybkie i łatwe wyszukiwanie oraz zapewnia alternatywne sposoby organizowania informacji.
Zarówno automatyczne, jak i manualne indeksowanie atrybutów może być usprawnione za pomocą gotowych profili wejściowo-projektowych. Mogą one opisywać klasy dokumentów, które ograniczają liczbę możliwych wartości indeksu lub automatycznie przypisywać określone kryteria.
Programy automatycznej klasyfikacji mogą wyodrębnić indeks i kategorię oraz przesłać dane w sposób autonomiczny. Taki sposób klasyfikacji lub kategoryzowania jest możliwy dzięki wykorzystaniu podstawowych informacji zawartych w dokumencie elektronicznym. Ich przypisanie jest możliwe w oparciu o predefiniowane kryteria lub proces samodzielnego uczenia się. Technika ta może być używana z faksami konwertowanymi przez OCR, plikami biurowymi lub plikami wyjściowymi.

### Zarządzanie
Kategoria Zarządzania obejmuje pięć tradycyjnych obszarów zastosowania:
- zarządzanie dokumentami (DM)
- współpraca – collaboration (lub wspólny program, znany jako oprogramowanie do pracy grupowej)
- zarządzanie zawartością sieci Web (w tym portale internetowe)
- zarządzanie danymi wrażliwymi (records management)
- przepływy pracy (workflow) i Business Process Management (BPM)

Zarządzanie obejmuje elementy, które mogą być stosowane łącznie lub jako samodzielne funkcjonalności. Zarządzanie dokumentami, zarządzanie treścią www, współpraca, przepływ pracy i zarządzanie procesami biznesowymi są ukierunkowane na dynamiczną część cyklu życia informacji. Zarządzanie danymi wrażliwymi (records management) koncentruje się na zarządzaniu sfinalizowanymi dokumentami zgodnie z zasadami zarządzania retencją dokumentów w organizacji (przechowywanie przez określony czas zarówno w wersji papierowej, jak i elektronicznej), które z kolei muszą być zgodne z regulacjami prawnymi i praktykami branżowymi.
Wszystkie elementy tej kategorii obejmują też bazy danych i systemy autoryzacji dostępu. Komponenty te są oferowane osobno lub w pakietach w formie zintegrowanych elementów i w wielu przypadkach zawierają już elementy Przechowywania.

#### Zarządzanie dokumentami
Zarządzanie dokumentami, w tym kontekście odnosi się do systemów zarządzania dokumentami w wąskim sensie kontrolowania dokumentów od stworzenia do archiwizacji. Zarządzanie dokumentami obejmuje funkcje takie jak:
- zarejestrowanie/wyrejestrowanie (check in/check out) – w celu zapewnienia spójności przechowywanych informacji,
- zarządzanie wersjami – do śledzenia różnych wersji tej samej informacji ze zmianami i rendycjami (te same informacje w innym formacie),
- wyszukiwanie i nawigacja – do wyszukiwania informacji i związanych z nimi kontekstów,
- organizowanie dokumentów – w struktury takie jak pliki, foldery i przeglądy.

Obecnie zarządzanie dokumentami coraz bardziej pokrywa się z innymi komponentami Zarządzania, aplikacjami biurowymi, takimi jak Microsoft Outlook i Exchange czy Lotus Notes i Domino, a także „funkcjami bibliotecznymi” do administrowania przechowywaniem informacji.

#### Współpraca
Elementy współpracy w systemie ECM pomagają użytkownikom pracować ze sobą w celu opracowania i procesowania treści. Wiele z tych elementów zostało zaczerpnięte z pakietów oprogramowania lub oprogramowania do pracy grupowej. Systemy współpracy ECM idą jednak znacznie dalej i obejmują także elementy zarządzania wiedzą.
Systemy ECM ułatwiają współpracę przy użyciu baz danych informacji i ich metod przetwarzania, które są przeznaczone do wykorzystania przez wielu użytkowników jednocześnie, nawet jeżeli ci użytkownicy pracują nad tą samą pozycją. Wykorzystują one wiedzę opartą na umiejętnościach, zasobach i ogólnych danych dla przetwarzania wspólnych informacji. Mogą tu być uwzględnione elementy administracji, takie jak wirtualne tablice do burzy mózgów, harmonogramy oraz systemy zarządzania projektami czy aplikacje komunikacji, jak np. stosowanie wideokonferencji itp.
ECM używany do współpracy może również integrować informacje z innych aplikacji, umożliwiając wspólne przetwarzanie danych.

#### Zarządzanie zawartością sieci Web
Zakres Enterprise Content Management integruje systemy zarządzania treścią stron internetowych. Web Content Management jako składnik ECM służy do przekazania informacji już istniejących i zarządzanych w repozytorium ECM, jednak informacje przedstawione za pomocą technologii Web – w Internecie, ekstranecie lub na portalu – wykorzystują moduły przepływu pracy, kontroli dostępu, wersjonowania, dostawy i pozwoleń WCM zamiast zintegrowanej funkcjonalności ECM. Istnieje tylko kilka przykładów udanych wdrożeń, w których repozytorium dokumentów i treści internetowych jest zarządzane wspólnie.

#### Zarządzanie danymi wrażliwymi (zarządzanie archiwami i plikami)
W przeciwieństwie do tradycyjnych systemów elektronicznej archiwizacji, zarządzanie danymi wrażliwymi odnosi się do czystego administrowania ważnymi informacjami i danymi, które organizacje są zobowiązane archiwizować. Zarządzanie danymi jest niezależne od nośników – zarządzane dane nie muszą koniecznie być przechowywane elektronicznie, mogą być również w tradycyjnych formach. Niektóre z funkcji zarządzania danymi to:
- wizualizacja planów plików i innych ustrukturyzowanych indeksów dla uporządkowanego przechowywania informacji,
- jednoznaczne indeksowanie informacji wspierane przez słowniki lub kontrolowane listy słów,
- zarządzanie harmonogramami retencji i kasowania,
- ochrona informacji zgodnie z jej cechami, czasem sprowadzających się do poszczególnych elementów treści w dokumentach,
- wykorzystanie międzynarodowych, branżowych lub firmowych standaryzowanych metadanych dla jednoznacznej identyfikacji i opisu przechowywanych informacji.

#### Workflow
Istnieją różne rodzaje przepływu pracy: ustandaryzowany workflow, który wykorzystuje predefiniowane sekwencje do prowadzenia i kontrolowania procesów oraz workflow typu ad-hoc, w którym użytkownik określa sekwencję procesów na bieżąco.
Workflow może być realizowany jako rozwiązanie przepływu pracy, z którym pracują użytkownicy lub jako silnik przepływu pracy, który w tle kontroluje przepływ informacji i danych.
Zarządzanie przepływem pracy obejmuje następujące funkcje:
- wizualizacja procesów i struktur organizacyjnych,
- przechwytywanie, administracja, wizualizacja i prezentacja pogrupowanych informacji i związanych z nimi dokumentów lub danych,
- uwzględnienie narzędzi do przetwarzania danych (np. określonych aplikacji) oraz dokumentów (np. produktów biurowych),
- równoległe i sekwencyjne przetwarzanie procedur przy równoczesnym zapisie,
- przypomnienia, terminy, zadania i inne funkcje administracyjne,
- monitorowanie i dokumentowanie stanu procesu, routingu i prezentowanie wyników,
- narzędzia do projektowania i wyświetlania procesu.

Głównym celem jest zautomatyzowanie procesów w takim stopniu, w jakim to jest tylko możliwe poprzez wprowadzenie wszystkich niezbędnych środków.

#### Zarządzanie procesami biznesowymi
Zarządzanie procesami biznesowymi (ang. Business Process Management, BPM) idzie o krok dalej niż workflow. Mimo że słowa te są często używane zamiennie, BPM ma na celu zintegrować wszystkie używane w przedsiębiorstwie aplikacje, monitorując procesy i gromadząc wszystkie wymagane informacje.
BPM oferuje pełną funkcjonalność przepływu pracy, zapewniając jednocześnie monitorowanie procesów i danych na poziomie serwera. EAI (Enterprise Application Integration) – używana do łączenia różnych aplikacji Business Intelligence z konstrukcjami reguł – integruje hurtownie danych i udostępnia narzędzia, które pomagają użytkownikom w ich pracy, analizowaniu danych i podejmowaniu decyzji.

### Przechowywanie
Funkcja Przechowywania tymczasowo magazynuje informacje, które nie są wymagane, pożądane, czy gotowe do długotrwałego przechowywania i zabezpieczania. Nawet jeśli ta funkcjonalność działa na danych, które nadają się do długotrwałego archiwizowania, Przechowywanie nadal jest oddzielną funkcją od funkcji Zachowywanie.
Składniki Przechowywania można podzielić na trzy kategorie: repozytoria jako miejsca składowania, funkcje biblioteczne jako części administracji do repozytoriów oraz technologie przechowywania. Te elementy występują czasami na poziomie systemu operacyjnego (takiego jak system plików), a także m.in. technologii zabezpieczeń, które działają w tandemie ze składnikami Dostarczania. Jednak technologie zabezpieczeń, w tym kontrola dostępu, są nadrzędnymi składnikami rozwiązania ECM.

#### Repozytoria
Repozytoria ECM mogą być używane wspólnie w różnych kombinacjach. Wśród możliwych rodzajów repozytoriów możemy wymienić:
- Systemy plików – są używane przede wszystkim do tymczasowego przechowywania, jako pamięć tymczasowa dla operacji wejścia/wyjścia (cache). Celem ECM jest zmniejszenie obciążenia systemu plików danymi oraz ogólne udostępnienie informacji poprzez technologie Zarządzania, Przechowywania i Zachowywania.
- Systemy zarządzania treścią – to jest właściwe repozytorium treści, które może być bazą danych lub wyspecjalizowanym systemem przechowywania.
- Bazy danych – zarządzają informacjami o dostępie, ale mogą być również stosowane do bezpośredniego przechowywania dokumentów czy treści.
- Hurtownie danych – są to złożone systemy przechowywania działające w oparciu o bazy danych, które odwołują się do różnego rodzaju źródeł lub dostarczają do nich informacje. Mogą one także pełnić globalne funkcje, takie jak hurtownie informacji lub dokumentów.

#### Funkcje biblioteczne
Funkcje biblioteczne są administracyjnymi elementami systemu ECM, które zajmują się dostępem do informacji. Funkcja biblioteczna jest odpowiedzialna za pobieranie i przechowywanie informacji z komponentów Przechwytywania i Zarządzania. Zarządza również miejscami składowania w pamięci podręcznej, rzeczywistym Przechowywaniu, a na dłuższą metę w archiwum Zachowywania. Miejsce przechowywania jest określane wyłącznie przez charakterystykę i klasyfikację informacji. Funkcja biblioteczna działa w porozumieniu z bazą danych komponentów Zarządzania, aby zapewnić niezbędne funkcje wyszukiwania i pobierania.
Funkcja biblioteczna powinna mieć opcje zarządzania wersjami w celu kontrolowania stanu informacji oraz rejestrowania/wyrejestrowania dla zapewnienia kontroli jednoczesnego edytowania danego dokumentu.
Funkcja biblioteki generuje logi użytkowania i edycji, zwane „ścieżkami audytu”.

#### Technologie magazynowania
Różnorodność technologii wykorzystywanych do magazynowania informacji jest bardzo duża, np. dyski twarde, zazwyczaj skonfigurowane jako macierze RAID, SAN (Storage Area Network), NAS (Network Attached Storage), taśmy magnetyczne, dyski optyczne, czy magazynowanie w tzw. chmurze.

### Zachowywanie
Zachowywanie polega na długoterminowym, bezpiecznym przechowywaniu i tworzeniu kopii zapasowej statycznych, niezmiennych informacji. Zachowywanie jest osiągane zwykle dzięki funkcjom zarządzania danymi wrażliwymi (records management) systemu ECM, które często są projektowane tak, by pomóc organizacjom zachować zgodność z regulacjami prawnymi i branżowymi.
Każde przetwarzane informacje/dane ostatecznie przestają się zmieniać i stają się statyczne. Funkcje Zachowywania w systemach ECM obsługują długoterminowe, bezpieczne przechowywanie i tworzenie kopii zapasowych informacji statycznych, a także czasowe przechowywanie informacji, które nie muszą być archiwizowane. Archiwizacja elektroniczna, jako pojęcie powiązane, ma znacznie szerszą funkcjonalność niż komponenty Zachowywania ECM. Elektroniczne systemy archiwizacji na ogół składają się z kombinacji oprogramowania administracyjnego, takiego jak zarządzanie danymi wrażliwymi, zarządzanie obrazami, funkcje biblioteczne, systemy wyszukiwania informacji oraz podsystemy archiwizacji.
Wśród środków długoterminowego zapisu i przechowywania danych można wyróżnić tzw. narzędzia WORM (Write Once Read Many) w formie dysków optycznych jednokrotnego zapisu, taśm magnetycznych czy oprogramowania kontrolującego zapis i odczyt (Soft-WORM). Długoterminowym nośnikiem danych jest również papier – w kontekście systemów ECM używany jedynie jako podwójne zabezpieczenie informacji elektronicznej.

### Dostarczanie
Funkcja Dostarczania ECM prezentuje informacje pozyskane z elementów Zarządzania, Przechowywania oraz Zachowywania. Model składników AIIM dla ECM jest oparty na funkcjach i nie narzuca ścisłej hierarchii; składniki Dostarczania mogą zawierać funkcje służące do wprowadzania informacji do innych systemów (takich jak przekazywanie informacji na nośniki lub generujących sformatowane pliki wyjściowe) lub dla przygotowania informacji, np. poprzez konwertowanie jej formatu lub skompresowanie jej dla składników Przechowywania i Zachowywania. Funkcjonalność kategorii Dostarczania jest również znana jako „wyjście” informacji – technologie w tej kategorii są często określane jako zarządzanie wyjściem.
Dostarczanie składa się z trzech grup: technologie transformacji, technologie zabezpieczeń i dystrybucja. Transformacja i bezpieczeństwo, jako usługi, są oprogramowaniem pośredniczącym i powinny być jednakowo dostępne dla wszystkich składników ECM. Na wyjściu dwie funkcje mają podstawowe znaczenie: layout i design (z narzędziami do układania i formatowania wyjścia) oraz publikowanie (z aplikacjami do przedstawiania informacji dla celów dystrybucji i publikacji).
W skrócie Dostarczanie ECM zaopatruje użytkowników w informacje. Bezpieczna dystrybucja, współpraca i kontrola wersji są na czele. W niektórych przypadkach elementy te są nadal stosowane jako systemy autonomiczne bez implementacji całego systemu ECM dla każdej komórki organizacyjnej przedsiębiorstwa.
Technologie zabezpieczeń są wykorzystywane we wszystkich funkcjonalnościach ECM. Na przykład podpisy elektroniczne są używane nie tylko wtedy, gdy dokumenty są wysyłane, ale również podczas pozyskiwania danych poprzez skanowanie w celu udokumentowania kompletności wychwytywania. Infrastruktura klucza publicznego jest podstawową technologią dla podpisów elektronicznych. Zarządza ona kluczami i certyfikatami oraz sprawdza autentyczność podpisów. Inne podpisy elektroniczne potwierdzają tożsamość nadawcy i integralność przesyłanych danych, tj. czy są one kompletne i niezmienione.
W Europie istnieją trzy rodzaje podpisów elektronicznych, o różnych stopniach jakości i bezpieczeństwa: proste, zaawansowane i wykwalifikowane. W większości państw europejskich kwalifikowany podpis elektroniczny jest prawnie dopuszczalny w dokumentach prawnych i umowach.
Zarządzanie prawami cyfrowymi (z ang. Digital Rights Management, DRM) i znaki wodne są wykorzystywane w syndykacji treści, zarządzaniu aktywami w mediach oraz do zarządzania i zabezpieczenia praw własności intelektualnej i praw autorskich. DRM współpracuje z technikami takimi jak elektroniczne znaki wodne, które są zintegrowane bezpośrednio do pliku, a mają na celu ochronę praw użytkowania i ochronę treści publikowanych w Internecie.
Dystrybucja
Wszystkie powyższe technologie służą do udostępnienia zawartości ECM użytkownikom różnymi sposobami, korzystając przy tym ze środków kontrolowanych i zorientowanych na użytkownika. Mogą to być składniki aktywne, takie jak e-mail, nośniki danych, notatki oraz bierna publikacja na stronach internetowych i portalach, gdzie użytkownicy mogą uzyskać informacje na własną rękę. Możliwe wyjścia i sposoby dystrybucji obejmują:
- Internet (w tym ekstranet, intranet, portale e-biznes, portale pracownicze)
- e-mail
- fax
- transfer danych przez EDI, XML lub inne formaty
- urządzenia mobilne, takie jak telefony komórkowe, PDA i inne
- nośniki danych jak płyty CD i DVD
- telewizja cyfrowa i inne usługi multimedialne
- papier

Poszczególne elementy Dostarczania zaopatrują użytkowników w informacje w sposób optymalny dla danego zastosowania, w miarę możliwości kontrolując jego wykorzystywanie.

## Badania ECM w Europie – raport IDC
W 2013 r. International Data Corporation (IDC) – amerykańskie przedsiębiorstwo konsultingowe zajmujące się badaniem i analizą rynku (w szczególności rynku telekomunikacji i IT), opublikowała raport Enterprise Content Management: Turning Chaos into Productivity nt. oczekiwań przedsiębiorstw oraz osiągniętych korzyści i ROI z wdrożeń systemu ECM. Analiza powstała w oparciu o badania przeprowadzone wśród managerów 150 średnich i dużych przedsiębiorstw z Niemiec, Francji i Polski.
Najważniejsze wnioski raportu:
- 69% badanych organizacji jako główny powód wdrożenia systemu ECM wskazuje potrzebę wprowadzenia centralnego rozwiązania, które usprawnia dostęp do danych, zwiększa bezpieczeństwo i obniża koszty utrzymania,
- 74% przedsiębiorstw deklaruje osiągnięcie co najmniej oczekiwanego ROI z wdrożenia ECM,
- 61% respondentów planowała pierwotnie wdrożenie systemu ECM w jednej lub w kilku dziedzinach działalności, jednak rozszerzyła później jego implementację na dodatkowe obszary, co było skutkiem pozytywnych doświadczeń z pierwszego wdrożenia.